# Оукфорд (Іллінойс)
Оукфорд (англ. Oakford) — селище (англ. village) в США, в окрузі Менард штату Іллінойс. Населення — 234 особи (2020).

## Географія
Оукфорд розташований за координатами 40°6′3″ пн. ш. 89°57′55″ зх. д. / 40.10083° пн. ш. 89.96528° зх. д. (40.100906, -89.965260).  За даними Бюро перепису населення США в 2010 році селище мало площу 0,64 км², уся площа — суходіл.

## Демографія
Згідно з переписом 2010 року, у селищі мешкало 286 осіб у 120 домогосподарствах у складі 84 родин. Густота населення становила 444 особи/км².  Було 128 помешкань (199/км²).
Расовий склад населення:
| - 99,7 % — білих - 0,3 % — чорних або афроамериканців |

До двох чи більше рас належало 0,0 %. Частка іспаномовних становила 0,0 % від усіх жителів.
За віковим діапазоном населення розподілялося таким чином: 24,5 % — особи молодші 18 років, 56,3 % — особи у віці 18—64 років, 19,2 % — особи у віці 65 років та старші. Медіана віку мешканця становила 42,1 року. На 100 осіб жіночої статі у селищі припадало 81,0 чоловіків;  на 100 жінок у віці від 18 років та старших — 87,8 чоловіків також старших 18 років.
Середній дохід на одне домашнє господарство  становив 51 724 долари США (медіана — 44 375), а середній дохід на одну сім'ю — 55 597 доларів (медіана — 41 528). За межею бідності перебувало 10,4 % осіб, у тому числі 15,3 % дітей у віці до 18 років та 7,3 % осіб у віці 65 років та старших.
Цивільне працевлаштоване населення становило 172 особи. Основні галузі зайнятості: освіта, охорона здоров'я та соціальна допомога — 25,6 %, роздрібна торгівля — 22,7 %, фінанси, страхування та нерухомість — 14,5 %, транспорт — 8,7 %.